# 農業土木事業協会
一般社団法人農業土木事業協会（のうぎょうどぼくじぎょうきょうかい）は、1960年（昭和35年）9月に、東京都港区に設立された
業界団体。通称JAGREE。

## 概要・沿革
資源の総合的な開発および国民経済の発展に寄与することを目的として活動している団体。農業農村整備事業などを行う。
- 1960年（昭和35年）9月 - 任意団体として設立。
- 1970年（昭和45年）2月 - 農林水産大臣の許可により社団法人となる。
- 2012年（平成24年）4月 - 内閣総理大臣の許可により一般社団法人となる[1]。

## 所在地
- 〒105-0004　東京都港区新橋5-34-4　農業土木会館2F